# Amanda Schull
Pour les articles homonymes, voir Schull (homonymie).
Amanda Schull est une danseuse classique et une actrice américaine, née le 26 août 1978 à Honolulu (Hawaï).
Elle se fait connaître, à la télévision, notamment grâce aux divers rôles qu'elle joue dans des séries comme Les Frères Scott, Pretty Little Liars, Suits : Avocats sur mesure et 12 Monkeys.

## Biographie

### Formation et débuts dans la danse
Elle s'est entrainée avec le Hawaii State Ballet avant d'obtenir une bourse pour l'université de l'Indiana où elle obtient une licence de journalisme tout en continuant sa formation de danseuse classique.
En 1999, le directeur artistique du San Francisco Ballet (SFB) lui propose d'entrer dans l'école qu'il y dirige.
En 2000, Amanda décroche le rôle de Jody Saywer dans le film Centre Stage (Danse ta vie) où elle incarne une apprentie danseuse de l'American Ballet Theatre (New York). Le film sera un gros succès. La même année, elle entre officiellement dans le corps de ballet du SFB.

### Carrière d'actrice
En 2006, elle se retire de la danse classique et envisage de retourner vers la comédie. En 2008, elle est en Australie pour tourner dans le film Mao's Last Dancer, adapté du livre éponyme de Li Cunxin.
En 2009, elle apparaît dans plusieurs séries télévisées comme Cold Case : Affaires classées, Ghost Whisperer, Lie to Me et Bones. Elle signe aussi pour un rôle récurrent remarqué dans Les Frères Scott. La même année, elle est l'une des héroïnes du téléfilm De mères en filles avec Lucy Hale.
Entre 2010 et 2013, elle s'invite dans plusieurs épisodes de la série pour adolescents, Pretty Little Liars. Parallèlement, elle signe pour un autre rôle récurrent, celui de Katrina Bennett, à partir de la seconde saison de la série Américaine Suits : Avocats sur mesure.
En 2011, elle donne la réplique à Leonardo DiCaprio et Naomi Watts pour le film biographique J. Edgar. L'année suivante, elle rencontre Aaron Stanford sur le tournage d'un épisode de Nikita, qui deviendra son partenaire à l'écran, de 2015 à 2018, lorsqu'elle tient le rôle principal de Cassandra Railly dans la série de science-fiction, 12 Monkeys. Il s'agit d'une adaptation télévisée du film de Terry Gilliam, diffusée sur Syfy. L'actrice reprend ici le rôle autrefois joué par Madeleine Stowe dans L'Armée des douze singes, ce qui la révèle en tant que premier rôle.
Entre-temps, elle seconde John Travolta et Rebecca De Mornay dans le film d'action The Revenge de Chuck Russell, sorti en 2016. La même année, elle est l'un des premiers rôles du thriller horrifique indépendant Devil's Gate avec Milo Ventimiglia, Bridget Regan et Shawn Ashmore.
Amanda Schull étant libérée de son engagement sur 12 Monkeys à l'issue d'une quatrième et dernière saison attendue par les fans, et afin de pallier le départ du couple star formé par Meghan Markle et Patrick J. Adams de la série Suits, la production fait appel à Katherine Heigl pour renforcer la distribution principale et décide de promouvoir, dans le même temps, Amanda comme régulière à partir de la huitième saison,,,. La série est ensuite renouvelée pour une neuvième et dernière saison.

### Vie privée
Elle est mariée à George Wilson depuis le 28 mai 2011. Ils accueillent le premier enfant, George Paterson Wilson VI, en février 2020.

## Filmographie

### Cinéma
- 2000 : Danse ta vie (Center Stage) de Nicholas Hytner : Jody Sawyer
- 2007 : Women On Top de John P. Aguirre : Becca King
- 2009 : Mao's Last Dancer de Bruce Beresford : Elizabeth Mackey
- 2011 : J. Edgar de Clint Eastwood : Anita Colby
- 2016 : The Revenge (I Am Wrath) de Chuck Russell : Abbie
- 2017 : Enlèvement (Devil's Gate) de Clay Staub : l'agent spécial Daria Francis

### Télévision

#### Séries télévisées
- 2008 : The Cleaner : Aileen (1 épisode)
- 2008 : Cold Case : Affaires classées (Cold Case) : Allison « Ally » Thurston (1 épisode)
- 2009 : Ghost Whisperer : Emily Harris (1 épisode)
- 2009 : Lie to Me : Phoebe Headling (1 épisode)
- 2009 : Bones : Neviah Larking (1 épisode)
- 2009-2010 : Les Frères Scott (One Tree Hill) : Sara Evans / Katie Ryan (12 épisodes)
- 2010-2013 : Pretty Little Liars : Meredith Sorenson (7 épisodes)
- 2011 : Castle : Joy Jones, Miss Géorgie (1 épisode)
- 2011 : Hawaii 5-0 : Nicole Duncan (1 épisode)
- 2011 : Mon oncle Charlie (Two and a Half Men) : Alicia (1 épisode)
- 2012 : Psych : Enquêteur malgré lui (Psych) : Thea Summers (1 épisode)
- 2012 : Grimm : Lucinda Jarvis (1 épisode)
- 2012 : Mentalist (The Mentalist) : Marcy Victor (1 épisode)
- 2012 : Vegas : Carol Reyes (1 épisode)
- 2013 : Nikita : Naomi Ceaver (1 épisode)
- 2013-2019 : Suits : Avocats sur mesure (Suits) : Katrina Bennett (49 épisodes)
- 2014 : Suburgatory : Linda Hawes (1 épisode)
- 2015-2018 : 12 Monkeys : Cassandra « Cassie » Railly (47 épisodes)
- 2016 : HelLA : Dr Stevens (1 épisode)
- 2016 : First Murder : Melissa Danson (6 épisodes)
- 2020 : MacGyver : Emilia West (1 épisode)
- 2022 : NCIS : Enquêtes spéciales : Kay Barlowe
- 2022 : The Recruit : Cora (2 épisodes)
- 2023 : 9-1-1: Lone Star : Rose Casey (rôle principal, 5 épisodes)

#### Téléfilms
- 2009 : De mères en filles (Sorority Wars) de James Hayman : Gwen
- 2012 : L'Impensable Vérité (Imaginary Friend) de Richard Gabai : Brittany
- 2013 : Le Labyrinthe de l'injustice (Hunt for the Labyrinth Killer) d'Hanelle M. Culpepper : Shelby Anderson
- 2013 : The Arrangement de Kevin Bray : Melody
- 2014 : Mensonges et Trahisons (Betrayed) de John Stimpson : Julie
- 2018 : Un coup de foudre en héritage (Love, Once and Always) d'Allan Harmon : Lucy Windsor
- 2019 : Coup de foudre zen (Romance Retreat) de Steve DiMarco : Danna Willingham
- 2020 : Un vœu d'amour pour Noël (Project Christmas Wish) de Jeff Beesley : Lucy Keller
- 2021 : Un été à Channing (One Summer) de Rich Newey : Lizzie Armstrong
- 2022 : Une bague de trop de David Weaver : Abby Foster